# Palindromtag
Ein Palindromtag trägt ein Kalenderdatum, dessen Ziffernfolge vorwärts wie rückwärts gelesen die gleiche ist und somit ein Datumspalindrom oder Spiegeldatum darstellt. Der letzte Tag, dessen Datum im europäischen Datumsformat TT.MM.JJJJ ein Palindrom ergab, war der Palindromtag 22. Februar 2022.

## Besonderheiten
Die Bezeichnung Palindrom geht auf altgriechisch παλίνδρομος palíndromos ‚rückwärts laufend‘ zurück und ist in verschiedenen Zusammensetzungen gebräuchlich. Neben Datumspalindromen sind Wortpalindrome (wie „Reittier“), Satzpalindrome (wie „Die Liebe ist Sieger – rege ist sie bei Leid.“) und weitere bekannt; auch Angaben der Uhrzeit können Palindrome ergeben, beispielsweise 13:31 Uhr.
Im europäischen Datumsformat (TT.MM.JJJJ) angegeben gibt es im 21. Jahrhundert nach dem 22.02.2022 weitere Palindromtage, die alle im Februar liegen, insgesamt 29 Datumspalindrome. Der erste Palindromtag in diesem Jahrhundert war der 10.02.2001. Der nächste Palindromtag nach dem 22.02.2022 folgt knapp acht Jahre später am 03.02.2030. Im gesamten 3. Jahrtausend gibt es 60 derartige Datumspalindrome.
Vor 2001 hat es mehr als 808 Jahre lang kein Kalenderdatum in diesem Format gegeben, das sich in beide Richtungen lesen ließ, denn der letzte Palindromtag vor dem 21. Jahrhundert war am 29.11.1192. Im heute geläufigen achtstelligen Datumsformat waren Palindrome bisher überhaupt nur im 2., 11., 12. und 21. Jahrhundert nach Christus möglich. Mit dem Datum 29.02.2092 fällt ein Palindromtag erstmals auf einen Schalttag.
Angegeben im Format MM.TT.JJJJ – wie es zum Beispiel in den USA gebräuchlich ist (MMDDYYYY) – gibt es dagegen im 21. Jahrhundert nur zwölf Palindromtage, da hierbei die Zahl für den Monat vor der für den Tag angeführt wird. Daneben gibt es noch die Schreibweise des Datums nach der ostasiatischen Notation bzw. nach ISO 8601 (JJJJ-MM-TT). Besonders selten ist ein Universaler Palindrom-Tag, der in allen genannten Datumsformaten funktioniert. Der letzte war der 02.02.2020. Davor gab es einen solchen Tag zuletzt am 11.11.1111. Der nächste kommt erst am 12.12.2121.
Palindromtage sind für Hochzeiten sehr beliebt. Am 14.02.2041 fällt das Datumspalindrom mit dem Valentinstag zusammen; eine solche Konstellation im gleichen Format kommt erst in zehntausend Jahren wieder (14.02.12041).